# SN 2007qj
SN 2007qj – supernowa typu Ia odkryta 31 października 2007 roku w galaktyce A204940+0028. W momencie odkrycia miała maksymalną jasność 21,70m.